# 康正
康正（日语：／ Kōshō）是日本的年號之一。在享德之後，長祿之前。指1455年到1457年的期間。這個時代的天皇是後花園天皇。室町幕府的將軍是足利義政。

## 改元
- 享德4年七月廿五日（陽曆1455年9月6日） 改元为康正。
- 康正3年九月廿八日（陽曆1457年10月16日） 改元為長祿。

## 出典
出自『史記』與『尚書』的「平康正直」。

## 西元對照表
| 康正 | 元年   | 2年    | 3年    |
| ---- | ------ | ------ | ------ |
| 西曆 | 1455年 | 1456年 | 1457年 |
| 干支 | 乙亥   | 丙子   | 丁丑   |

## 相關項目
| 前一年號： 享德 | 日本年號 | 下一年號： 長祿 |